# Carole Giudice
Carole Giudice (ur. 3 maja 1980) – australijska judoczka.
Brązowa medalistka mistrzostw Oceanii w 2002. Brązowa medalistka mistrzostw Australii w 2002 roku.